# Saint-Michel-de-Plélan
Saint-Michel-de-Plélan é uma comuna francesa na região administrativa da Bretanha, no departamento Côtes-d'Armor. Estende-se por uma área de 7,29 km². Em 2010 a comuna tinha 319 habitantes (densidade: 43,8 hab./km²).